# Красноармейский комбинат крупнопанельного домостроения
Красноармейский комбинат крупнопанельного домостроения — промышленное предприятие в городе Красноармейск (в мае 2016 года переименован в Покровск) Донецкой области Украины, прекратившее своё существование.

## История
В соответствии с шестым пятилетним планом развития народного хозяйства СССР жилищное строительство в городе Красноармейск и Красноармейском районе во второй половине 1950х годов активизировалось. В сентябре 1955 года на базе ранее существовавших строительных управлений был создан строительный трест «Красноармейскжилстрой», которому было поручено осуществлять жилищное строительство в Красноармейском, Селидовском и Добровольском районах.
27 января 1959 года была введена в эксплуатацию первая очередь построенного в городе Красноармейского завода крупнопанельных блоков, который начал производство деталей стандартных 58-квартирных жилых домов общей площадью 130 тыс. кв.м. В 1961 году завод был реконструирован, расширил ассортимент выпускаемой продукции и был переименован в Красноармейский комбинат крупнопанельного домостроения.
В дальнейшем, за годы семилетки (1959 - 1965 гг.) только в Красноармейске было построено и сдано в эксплуатацию 47 тыс. кв. метров жилья, а на южной окраине города (за автодорогой Донецк - Киев, ранее служившей границей города) был построен посёлок для шахтёров (в дальнейшем получивший название микрорайон "Южный")
После того, как Красноармейск стал городом областного подчинения, во второй половине 1960х годов комбинат освоил строительство девятиэтажных многоквартирных домов.
В 1966 году комбинат первым из всех предприятий города перешёл на новую систему планирования и экономического стимулирования труда. 
В дальнейшем, в южной части города рабочими комбината был построен микрорайон "Лазурный". А в самом центре Красноармейска в конце 1980-х вырос еще один микрорайон "Горняк", застроенный лишь девятиэтажками.
В целом, в советское время домостроительный комбинат входил в число ведущих предприятий города.
После провозглашения независимости Украины объёмы жилищного строительства и государственного заказа начали стремительно сокращаться, и положение предприятия ухудшилось. В 2000 году комбинат остановил производственную деятельность и уволил последних работников, в январе 2001 года официально прекратил существование.

## Последующие события
В 1998 году работник комбината В. Н. Коляда зарегистрировался в качестве предпринимателя, арендовал один пролет цеха заводского корпуса и организовал там производство шлакоблока. В дальнейшем, здесь был освоен выпуск тротуарной плитки и других железобетонных изделий, и фирма "В. Н. Коляда" была переименована в ООО «Красноармейский завод железобетонных изделий».
Летом 2016 года стало известно, что бывшим рабочим комбината не начисляют пенсии, так как в ходе ликвидации предприятия при неустановленных обстоятельствах архивные документы не были переданы в управление Пенсионного фонда по Донецкой области.